# Yaroslav Krushelnitskiy
Yaroslav Krushelnitskiy (Guzar, 16 marzo 1983) è un ex calciatore uzbeko, di ruolo difensore.

## Carriera

### Club
Ha giocato nella massima serie uzbeka.

### Nazionale
Ha partecipato ai Mondiali Under-20 del 2003. Ha giocato in totale anche 4 partite con la nazionale maggiore, tutte nel 2010.

## Palmarès

### Club

#### Competizioni nazionali
- Campionato uzbeko: 2

Paxtakor: 2002, 2003
- Coppa dell'Uzbekistan: 2

Paxtakor: 2002, 2003